# Georg Wilhelm Richmann
Georg Wilhelm Richmann (em russo: Георг Вильгельм Рихман; Pärnu, 22 de julho [Calend. juliano: 11 de julho] 1711 – São Petersburgo, 6 de agosto [Calend. juliano: 26 de julho] 1753) foi um físico russo de origem alemã-báltica que fez um trabalho pioneiro em eletricidade, eletricidade atmosférica e calorimetria.
Richmann morreu eletrocutado em São Petersburgo quando foi atingido por um raio globular produzido por um experimento que tentava aterrar a descarga elétrica de uma tempestade.

## Início da vida e educação
Richmann nasceu na cidade de Pärnu na Livônia, Império Sueco (hoje Estônia). O pai de Richmann morreu, vítima de peste bubônica, antes de ele nascer, e sua mãe se casou novamente. Em seus primeiros anos, ele estudou em Reval (hoje Estônia). Mais tarde, ele estudou nas universidades de Halle e Jena, na Alemanha.

## Carreira
Após sua educação, Richmann passou o resto de sua vida como professor de física na universidade em St. Petersburg e um centro de pesquisa científica. Lá, ele lidou com problemas de termodinâmica e com investigações de fenômenos elétricos.
Richmann ganhou notoriedade por estabelecer a primeira equação geral para cálculos calorimétricos. Este cálculo foi mais tarde chamado de lei de Richmann em sua homenagem.
Richmann também ficou notório por suas investigações sobre a eletricidade causada por tempestades, o que levou à sua trágica morte em 1753.

## Morte acidental

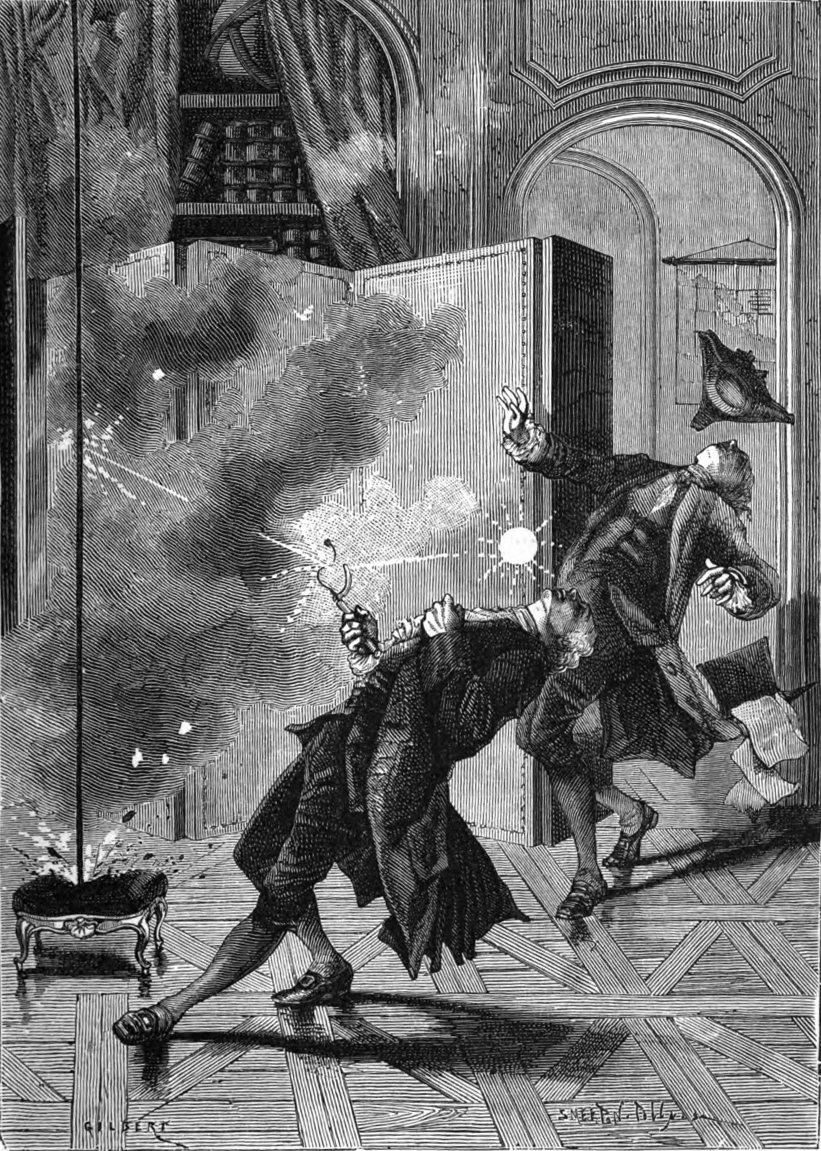
Richmann e seu gravador durante a eletrocussão em São Petersburgo

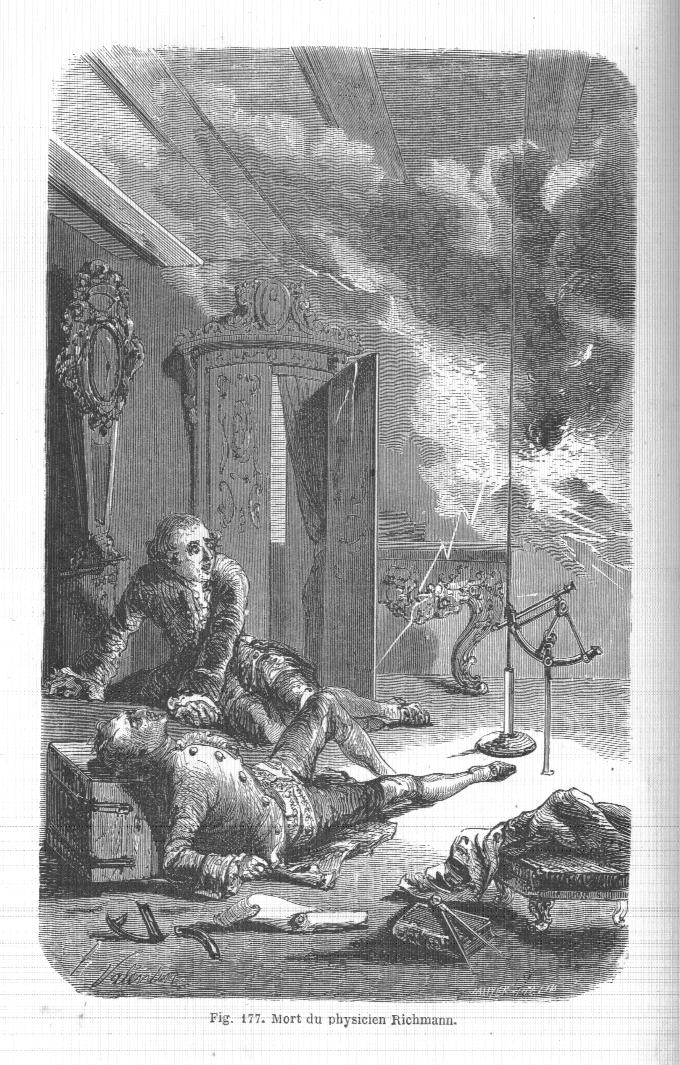
Richmann morto por raio

Richmann foi eletrocutado em São Petersburgo em 6 de agosto [Calend. juliano: 26 de julho] 1753 enquanto tentava quantificar a resposta de uma haste isolada a uma tempestade próxima. Ele estava participando de uma reunião da Academia Russa de Ciências quando ouviu um trovão e correu para casa com seu gravador, provalvemente para registrar o evento para a posteridade. Enquanto o experimento estava em andamento, uma descarga que é relatado ter sido um raio globular apareceu e colidiu com a cabeça de Richmann, deixando-o com uma mancha vermelha na testa, seu sapato esquerdo estourado e partes de suas roupas chamuscadas. O raio globular emitido pelo aparelho foi a causa de sua morte. Uma explosão seguiu-se "como a de um pequeno canhão" que derrubou o gravador, partiu o batente da porta da sala e arrancou a porta das dobradiças. Este incidente representa o primeiro caso documentado de relâmpago globular, e Richmann parece ser a primeira pessoa na história a perder a vida enquanto conduzia experimentos elétricos.